# ژولیوس اسکلپیودوتوس
ژولیوس اسکلپیودوتوس (به انگلیسی: Julius Asclepiodotus) یک بخشدار پرایتوری امپراتوری روم بود که بر اساس تاریخ آگوستی در زیر فرمان امپراتور روم اورلیان، پروبوس و دیوکلتیان خدمت می‌کرد و در سال ۲۹۲ کنسول شد. در سال ۲۹۶، او به سزار کنستانتیوس کلوروس در برقراری مجدد حکومت روم در بریتانیا (استان روم)، و برانداختن حکومت غیرقانونی کاروسیوس و آلکتوس در پی شورش کاروسیوس کمک کرد.